# Experimentell fysik

Cavendishs experiment för bestämning av gravitationskonstanten.

Experimentell fysik är den gren av fysiken som bedrivs genom att göra observationer av fysikaliska storheter med mer eller mindre väldefinierade randvillkor. Metoderna varierar från disciplin till disciplin, från enkla experiment och observationer, som Galileos experiment, till mer komplicerade sådana, som Large Hadron Collider. 

## Översikt

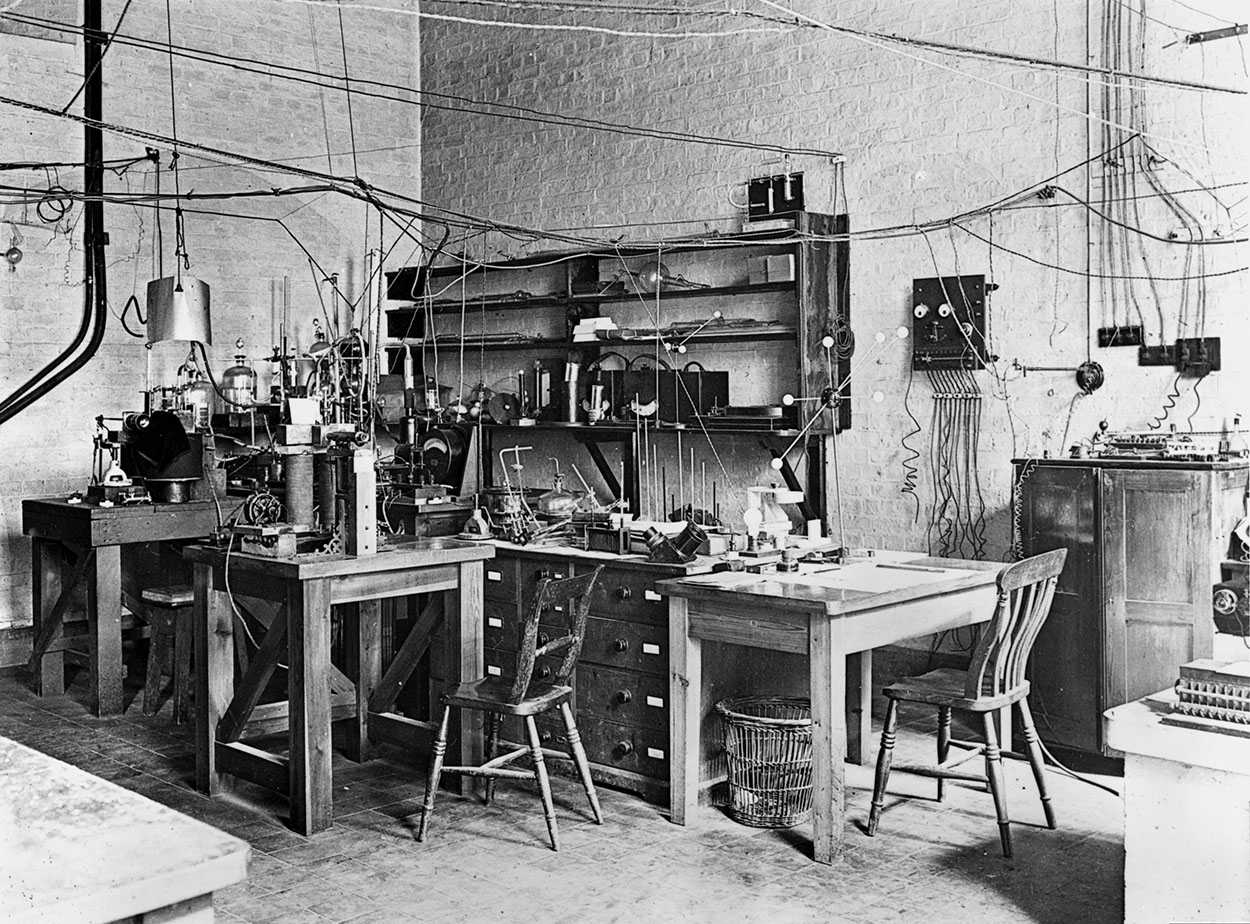
Sir Ernest Rutherford's laboratorium i början av 1900-talet.

Experimentell fysik är en gren av fysiken som handlar om datainsamling, datainsamlingsmetoder och den detaljerade konceptualiseringen (bortom enkla tankeexperiment) och realiseringen av laboratorieexperiment. Det kontrasteras ofta med teoretisk fysik, som är mer angelägen om att förutsäga och förklara naturens fysiska beteende än att förvärva empiriska data med matematikens hjälp.
Även om experimentell och teoretisk fysik handlar om olika aspekter av naturen, delar de båda samma mål att förstå den och har ett symbiotiskt förhållande. Den förra ger data om universum, som sedan kan analyseras för att bli förstådd, medan den senare ger förklaringar till data och därmed ger insikt i hur man bättre skaffar data och ställer upp experiment. Teoretisk fysik kan också ge insikt i vilka data som behövs för att få en bättre förståelse av universum och i vilka experiment som ska utformas för att erhålla dem.

## Historik
Som ett distinkt område etablerades experimentell fysik i det tidiga moderna Europa, under vad som är känt som den vetenskapliga revolutionen, av fysiker som Galileo Galilei, Christiaan Huygens, Johannes Kepler, Blaise Pascal och Isaac Newton. I början av 1600-talet använde Galileo i stor utsträckning experiment för att validera fysikaliska teorier, vilket är nyckelidén i den moderna vetenskapliga metoden. Galileo formulerade och testade framgångsrikt flera resultat inom dynamik, i synnerhet tröghetslagen, som senare blev den första lagen i Newtons rörelselagar. I Galileos Två nya vetenskaper, en dialog mellan karaktärerna Simplicio och Salviati diskuterar ett fartygs rörelse (som en rörlig ram) och hur fartygets last är likgiltig för dess rörelse. Huygens använde rörelsen av en båt längs en holländsk kanal för att illustrera en tidig form av bevarande av momentum.
Experimentell fysik anses ha nått en höjdpunkt med publiceringen av Philosophiae Naturalis Principia Mathematica 1687 av Isaac Newton. År 1687 publicerade Newton Principia, som beskriver två heltäckande och framgångsrika fysiska lagar: Newtons rörelselagar, från vilka den klassiska mekaniken uppstår, och Newtons lag om universell gravitation, som beskriver gravitationens grundläggande kraft. Båda lagarna stämde väl överens med experiment. Principia omfattade även flera teorier inom vätskedynamik.
Från slutet av 1600-talet och framåt utvecklades termodynamiken av fysikern och kemisten Boyle, Young och många andra. År 1733 använde Bernoulli statistiska argument med klassisk mekanik för att härleda termodynamiska resultat, vilket inledde området Statistisk mekanik. År 1798 demonstrerade Thompson omvandlingen av mekaniskt arbete till värme, och 1847 angav Joule lagen om bevarande av energi i form av värme såväl som mekanisk energi. Ludwig Boltzmann utvecklade på artonhundratalet den moderna formen av Statistisk mekanik.
Förutom klassisk mekanik och termodynamik var ett annat stort område för experimentell undersökning inom fysik elektricitetens natur. Observationer under 1600- och 1700-talet av forskare som Robert Boyle, Stephen Gray och Benjamin Franklin skapade en grund för senare arbete. Dessa observationer etablerade också vår grundläggande förståelse av elektrisk laddning och ström. År 1808 hade John Dalton upptäckt att atomer av olika grundämnen har olika vikt och föreslog den moderna teorin om atomen.
Det var Hans Christian Ørsted som först föreslog sambandet mellan elektricitet och magnetism efter att ha observerat avböjningen av en kompassnål av en närliggande elektrisk ström. I början av 1830-talet hade Michael Faraday visat att magnetfält och elektricitet kunde generera varandra. År 1864 presenterade James Clerk Maxwell för Royal Society en uppsättning ekvationer som beskrev detta förhållande mellan elektricitet och magnetism. Maxwells ekvationer förutspådde också korrekt att ljus är en elektromagnetisk våg. Från och med astronomi kristalliserades naturfilosofins principer till grundläggande fysiklagar som presenterades och förbättrades under de efterföljande århundradena. På 1800-talet hade vetenskaperna segmenterats i flera områden med specialiserade forskare inom fysikområdet och även om det logiskt sett var framgångsrikt kunde ingen längre göra anspråk på ensamt ägande av hela vetenskapliga forskningen.

## Aktuella experiment

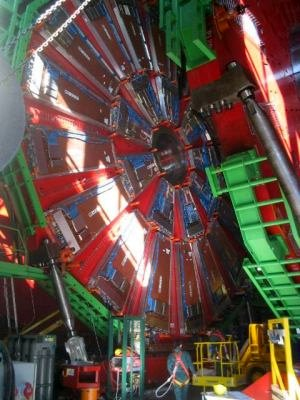
En vy av CMS-detektorn, en experimentell uppställning av the LHC at CERN.

Några exempel på framstående experimentella fysikprojekt är:
Relativistisk tungjonskolliderare som kolliderar med tunga joner som guldjoner (det är den första tunga jonkollideraren) och protoner, den ligger vid Brookhaven National Laboratory, på Long Island, USA.
HERA, som kolliderar med Elektroner eller positroner och protoner, och är en del av DESY, som ligger i Hamburg, Tyskland.
LHC, eller Large Hadron Collider, som slutförde utbyggnaden 2008 men drabbades av en rad motgångar. LHC startade sin verksamhet 2008, men stängdes av för underhåll fram till sommaren 2009. Det är världens mest energirika kolliderare vid färdigställandet och ligger vid CERN, på den fransk-schweiziska gränsen nära Genève. Kollideraren blev fullt operativ den 29 mars 2010 ett och ett halvt år senare än ursprungligen planerat.
LIGO, Laser Interferometer Gravitational-Wave Observatory, är ett storskaligt fysikexperiment och observatorium för att upptäcka kosmiska gravitationsvågor och för att utveckla gravitationsvågobservationer som ett astronomiskt verktyg. För närvarande finns två LIGO-observatorier: LIGO Livingston Observatory i Livingston, Louisiana, och LIGO Hanford Observatory nära Richland, Washington.
JWST, eller James Webb Space Telescope, lanserades 2021 och är efterföljaren till Rymdteleskopet Hubble. Den kommer att övervaka himlen i det infraröda området. Huvudmålen för JWST kommer att vara att förstå de inledande stadierna av universum, galaxbildningen såväl som formationerna av stjärnor och planeter, och livets ursprung.
Mississippi State Axion Search (slutfört 2016), ljus som skiner genom ett väggexperiment (LSW); EM Källa: .7m, 50W kontinuerlig radiovågssändare.

## Metod
Experimentell fysik använder två huvudsakliga metoder för experimentell forskning, kontrollerade experiment och naturliga experiment. Kontrollerade experiment används ofta i laboratorier då laboratorier kan erbjuda en kontrollerad miljö. Naturexperiment används till exempel inom astrofysik när man observerar himmelska objekt där kontroll av de faktiska variablerna är omöjlig.

## Kända experiment
- Cavendishs experiment

- Chicago Pile-1

- Cosmic Background Explorer

- Dubbelspaltsexperimentet

- Foucaultpendel

- Franck-Hertz försök

- Gravity Probe B

- Hafele–Keating-experimentet

- Keplerteleskopet

- LIGO

- Michelson–Morleys experiment

- Millikans oljedroppsförsök

- Sloan Digital Sky Survey

- Wilkinson Microwave Anisotropy Probe

## Experimentella tekniker
- Kristallografi

- Faradays bur

- Interferometri

- Kärnmagnetisk resonans

- Laserkylning

- Röntgenspektroskopi

- Spektroskopi

- Sveptunnelmikroskop

## Framstående experimentella fysiker
Bland berömda experimentella fysker finns:

- Arkimedes (ca. 287 f.Kr. – ca. 212 f.Kr.)
- Alhazen (965–1039)
- Al-Biruni (973–1043)
- Al-Khazini (aktiv 1115–1130)
- Galileo Galilei (1564–1642)
- Evangelista Torricelli (1608–1647)
- Robert Boyle (1627–1691)
- Christiaan Huygens (1629–1695)
- Robert Hooke (1635–1703)
- Isaac Newton (1643–1727)
- Ole Rømer (1644–1710)
- Stephen Gray (1666–1736)
- Daniel Bernoulli (1700–1782)
- Benjamin Franklin (1706–1790)
- Laura Bassi (1711–1778)
- Henry Cavendish (1731–1810)
- Joseph Priestley (1733–1804)
- William Herschel (1738–1822)
- Alessandro Volta (1745–1827)
- Pierre-Simon de Laplace (1749–1827)
- Benjamin Thompson (1753–1814)
- John Dalton (1766–1844)
- Thomas Young (1773–1829)
- Carl Friedrich Gauss (1777–1855)
- Hans Christian Ørsted (1777–1851)
- Humphry Davy (1778–1829)
- Augustin Fresnel (1788–1827)
- Michael Faraday (1791–1867)
- James Prescott Joule (1818–1889)
- William Thomson, Lord Kelvin (1824–1907)
- James Clerk Maxwell (1831–1879)
- Ernst Mach (1838–1916)
- John William Strutt (3:e baron Rayleigh) (1842–1919)
- Wilhelm Röntgen (1845–1923)
- Ferdinand Braun (1850–1918)
- Henri Becquerel (1852–1908)
- Albert A. Michelson (1852–1931)
- Heike Kamerlingh Onnes (1853–1926)
- J.J. Thomson (1856–1940)
- Heinrich Hertz (1857–1894)
- Jagadish Chandra Bose (1858–1937)
- Pierre Curie (1859–1906)
- William Bragg (1862–1942)
- Marie Curie (1867–1934)
- Robert A. Millikan (1868–1953)
- Ernest Rutherford (1871–1937)
- Lise Meitner (1878–1968)
- Max von Laue (1879–1960)
- Clinton Davisson (1881–1958)
- Hans Geiger (1882–1945)
- C. V. Raman (1888–1970)
- Lawrence Bragg (1890–1971)
- James Chadwick (1891–1974)
- Arthur Compton (1892–1962)
- Pjotr Kapitsa (1894–1984)
- Charles Drummond Ellis (1895–1980)
- John Cockcroft (1897–1967)
- Patrick Blackett (1897–1974)
- Ukichiro Nakaya (1900–1962)
- Enrico Fermi (1901–1954)
- Ernest Lawrence (1901–1958)
- Walter H. Brattain (1902–1987)
- Pavel Tjerenkov (1904–1990)
- Carl D. Anderson (1905–1991)
- Felix Bloch (1905–1983)
- Ernst Ruska (1906–1988)
- John Bardeen (1908–1991)
- William B. Shockley (1910–1989)
- Dorothy Hodgkin (1910–1994)
- Luis Alvarez (1911–1988)
- Chien-Shiung Wu (1912–1997)
- Willis E. Lamb (1913–2008)
- Charles H. Townes (1915–2015)
- Rosalind Franklin (1920–1958)
- Owen Chamberlain (1920–2006)
- Nicolaas Bloembergen (1920–2017)
- Vera Rubin (1928–2016)
- Mildred Dresselhaus (1930–2017)
- Rainer Weiss (1932–)
- Carlo Rubbia (1934–)
- Barry Barish (1936–)
- Samar Mubarakmand (1942–)
- Serge Haroche (1944–)
- Anton Zeilinger (1945–)
- Alain Aspect (1947–)
- Gerd Binnig (1947–)
- Steven Chu (1948–)
- Wolfgang Ketterle (1957–)
- Andre Geim (1958–)
- Lene Hau (1959–)